# 縮景園
縮景園（しゅっけいえん）は、広島県広島市中区上幟町にある庭園。

## 概要
国の名勝、日本の歴史公園100選。施設は県が管理する。
元和6年（1620年）、広島藩浅野氏初代藩主である浅野長晟が命じて作らせた藩主の別邸（大名庭園）が起源であり、歴代浅野氏から寵愛を受け現在まで拡幅し、1940年（昭和15年）浅野氏が広島県に寄贈し現在に至る。最初の作庭は上田宗箇によるものだが、現在の庭園の原型は京都庭師の清水七郎右衛門による後の大改修によって形成されたもので、1900年代初期明治末期頃に現在のものとなったものの、1945年広島市への原子爆弾投下により荒廃、1970年代までに再建された。なお、清水は当時の著名な庭師の一人であり、縮景園の他にも吉水園と滄浪園を広島藩内に造園している。
広島市内中心部付近にあり、太田川水系京橋川沿いにあり、その河口から約6.4km上流に位置する。西側に広島城、京橋川を挟んで東側に広島駅がある。周辺は緑が多く、京橋川上流側に東部河岸緑地が整備されている。南西は広島県立美術館に、南東は広島市立幟町中学校・広島市長公館に隣接しており、元々縮景園の敷地の一部であった。
広島における戦前の名所絵葉書の中でも、ここを撮影したものは特に多い。

## 名称
縮景とは、各地の景勝を聚め縮めて表したことを意味し、あるいは中国の西湖周辺の風景を縮めて表したことによると言われる。名付け親は林羅山とも言われている。これは、2代藩主浅野光晟の依頼に応じて作った詩の序文に以下のものがあるためである。
正徳3年（1713年）、5代藩主浅野吉長は邸内の山・池・建物・橋・島などに雅名を付け、藩の儒員で堀杏庵の曾孫である堀南湖に『縮景園記』を作らせた。縮景園の名が出てくる最古の資料はこの縮景園記であり、少なくとも1700年代初頭にはこの名前が使われていたと推測されている。その他、古い資料では7代藩主浅野重晟時代に藩儒として活躍した頼春水が命名したとするものもあるが、上記の通り現在では否定されている。
なお、造営当時の正式名称は「泉水屋敷」で、明治から戦中までは「泉邸（せんてい）」であり、縮景園の名が正式名称となったのは戦後からである。戦前まで地元住民から「御泉水」とも呼ばれていた。
海外、特にキリスト教圏では「Asano Park」の名でも知られている。これは後述のとおり被爆後この地に滞在したイエズス会神父達による回顧録によって定着したものであり、例えば米国戦略爆撃調査団の報告書やタイム誌の記事に引用されたヨハネス・ジーメス神父著『The Atomic Bombing of Hiroshima』 や、著名な被爆体験記であるジョン・ハーシー著『ヒロシマ』にこの名が登場する。

## 園内

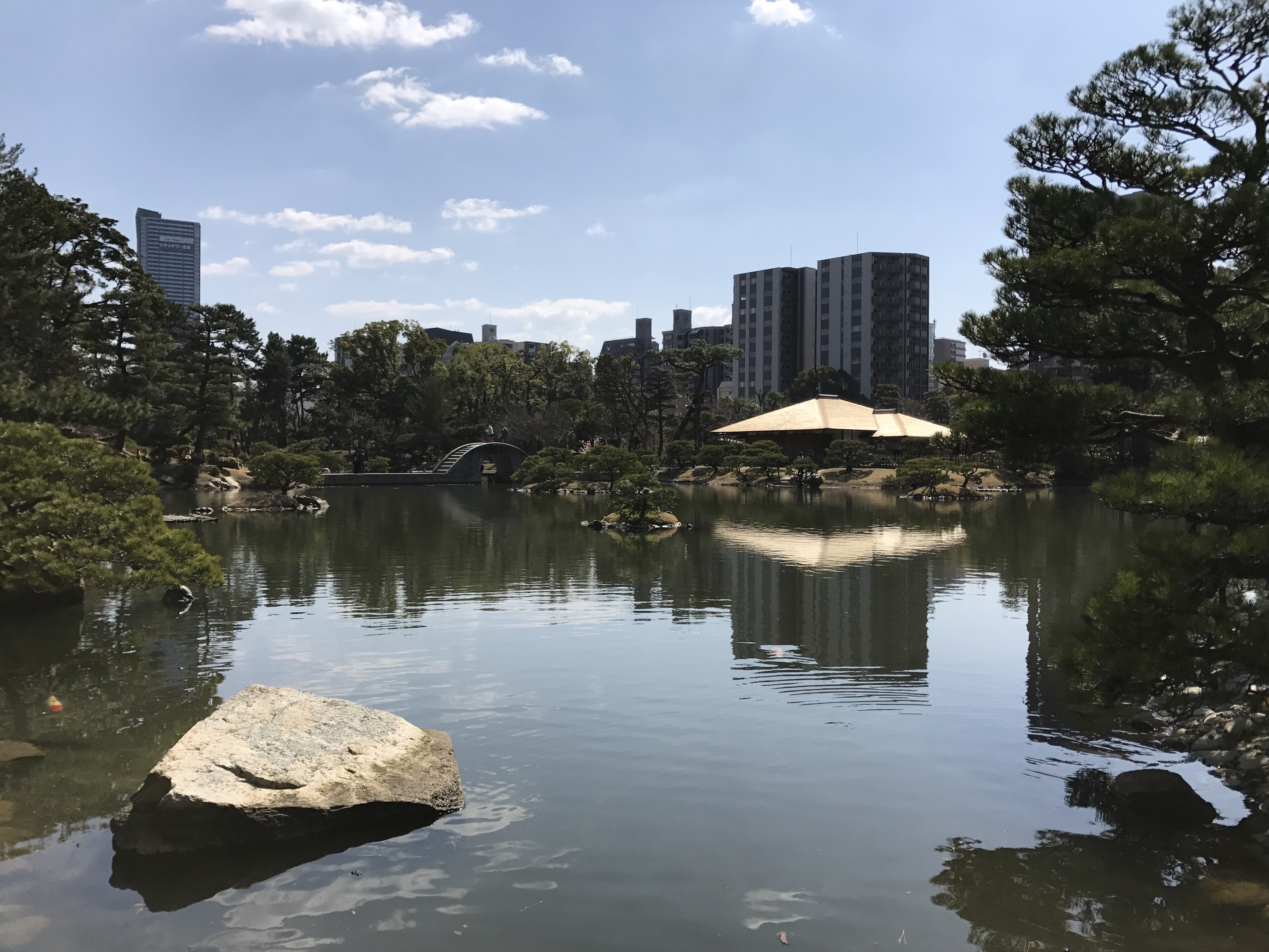
濯纓池と跨虹橋と清風館

池泉廻遊式庭園。入り口は南端に位置する。
中央に「濯纓池」と呼ばれる池を配しそれを「跨虹橋」によって東西に二分、その池を基準に北・東・西に小山を築き宗箇山・二葉山・弥山などの借景としている。主要建物は、跨虹橋の南に位置する「清風館」で、その他茶室や四阿を備える。
植生は、少なくとも4,826本の樹木があると言われている。うち、被爆樹木つまり戦前からある樹木が3本でその他は戦後に植えられたもの。構成は、3m以上の常緑広葉樹が全体の35.3%、それ以下の常緑広葉樹が32.5%と過半数を常緑広葉樹が占めている。主要樹木としては、クロマツ6.9%、ヤマモミジ2.7%、クスノキ2.5%、ソメイヨシノ2.0%など。
水源は、園の北に位置する京橋川から引いた河川水と、園内3箇所ある井戸の揚水からなる。この周辺の京橋川の水質基準は環境省の水質汚濁に係る環境基準において「A類型」（BOD75%値 2.0 mg/l以下）。また京橋川全体で汽水域にあたることから、水素イオン指数に淡水と海水が混ざり合った特徴がでている。

### 主要庭景
- 濯纓池（たくえいち） - 面積8,020m2×平均水深1m[5]。敷地の20%を占める[20]。
- 跨虹橋（ここうきょう） - 天明6年（1786年）竣工、石製アーチ橋と陸橋からなる園内でも数少ない戦前からある建造物。長さ27.4m×幅2.1mで主要部分は花崗岩で出来ている。7代藩主浅野重晟が2度も作りなおさせたと伝わっている。日本百名橋（番外）の一つ[4][21]。

南側エリア
- 清風館（せいふうかん） -  1964年建築、建築面積178.23m2、木造平屋建ての寄棟造・柿葺、東側に花頭窓がある数寄屋造の茶室。園のほぼ中央に位置する、園内最大の建物。園内その他建物はこの清風館を基準に配置が決められたと考えられている[22]。
- 清風池（せいふういけ） - 1964年頃新設[17]。

東側エリア
- 迎暉峰（げいきほう） - 園内最高峰の小山で標高約10m。樹木がほぼなく、かつてはここから遠方の広島湾の島々を望むことができたと伝えられている[23]。
- 悠々亭（ゆうゆうてい） - 1969年再建、建築面積11.10m2、木造平屋建てで入母屋造・茅葺の四阿。かつてはここで茶会や歌会が行われていた[22]。
- 有年場（ゆうねんじょう） - 4枚の小水田。江戸時代、五穀豊穣を祈って藩主が田植をしていた。毎年6月田植え祭り（茶会）が行われている[23]。
- 香菜圃（こうさいほ） - 茶畑。江戸時代、藩内の有名品種が植えられていた。現在のものは1958年復元されたものであり、毎年5月茶摘茶会が行われている[23]。

北側エリア
- 祺福山（きふくさん） - 標高約5.8m。頂上には戦前まで稲荷神社社殿があった[23]。
- 踏雲橋（とううんきょう） - 祺福山の北側にある木橋。『縮景園記』ではこの付近が最も古色蒼然と評されている[23]。
- 明月亭（めいげつてい） -  1974年再建、建築面積43.16m2、木造平屋建てで寄棟造・茅葺の数寄屋造りの茶室。水屋の窓に牛舎の車輪が特徴的な建物[22]。
- 慰霊碑 - 広島原爆関連のもの

西側エリア
- 丹楓林（たんぷうりん） - 小丘陵。カエデなどの紅葉樹が植えられていたことに由来する[23]。
- 夕照庵（せきしょうあん） -  1970年再建、建築面積7.60m2、木造平屋建てで入母屋造・茅葺の茶室[22]。
- 超然居（ちょうぜんきょ） -  1970年再建、建築面積7.45m2、木造平屋建てで寄棟造・茅葺の四阿。園内最大の島にあり観瀾橋および洗心橋の2つの橋で結ばれている[22]。

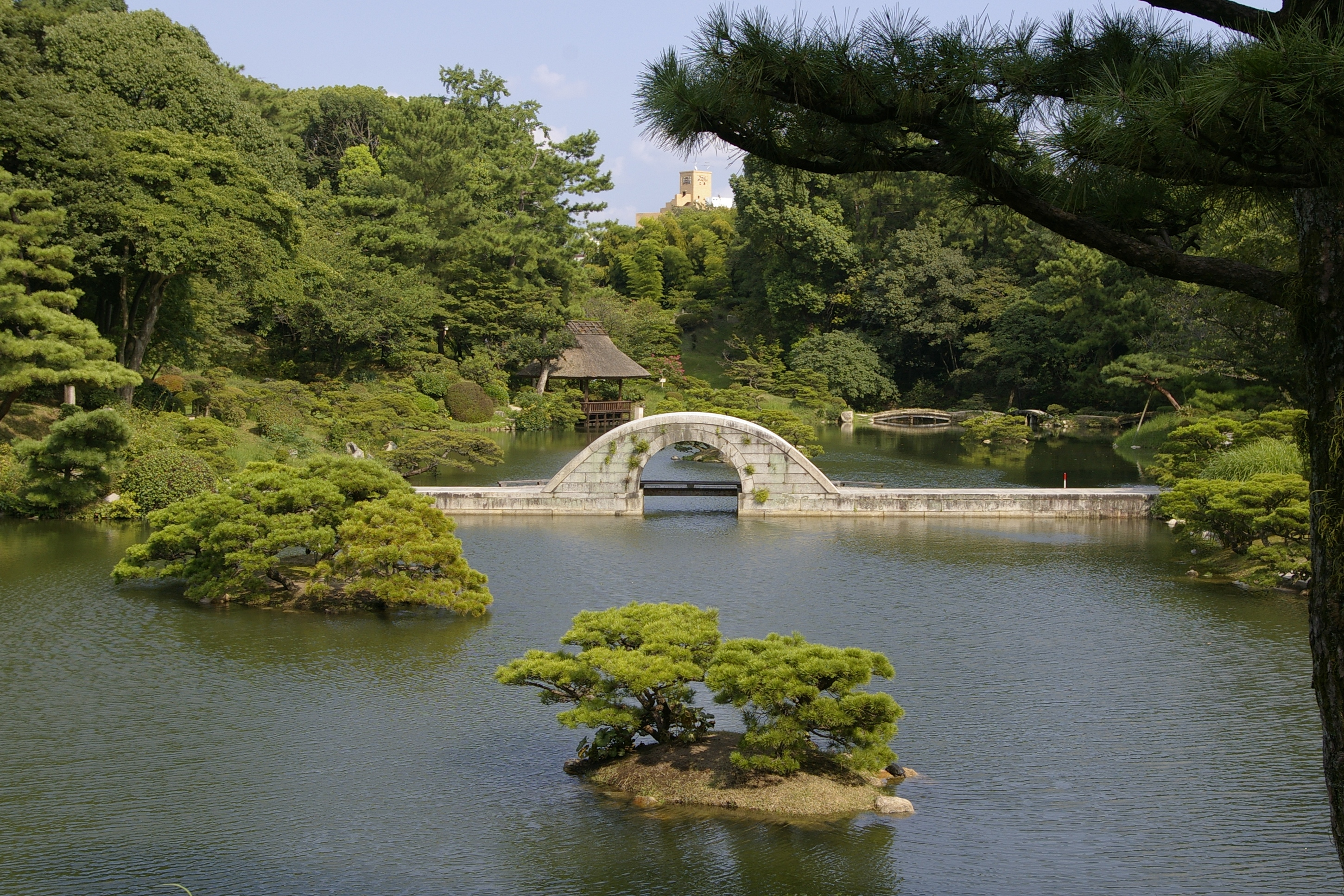
跨虹橋
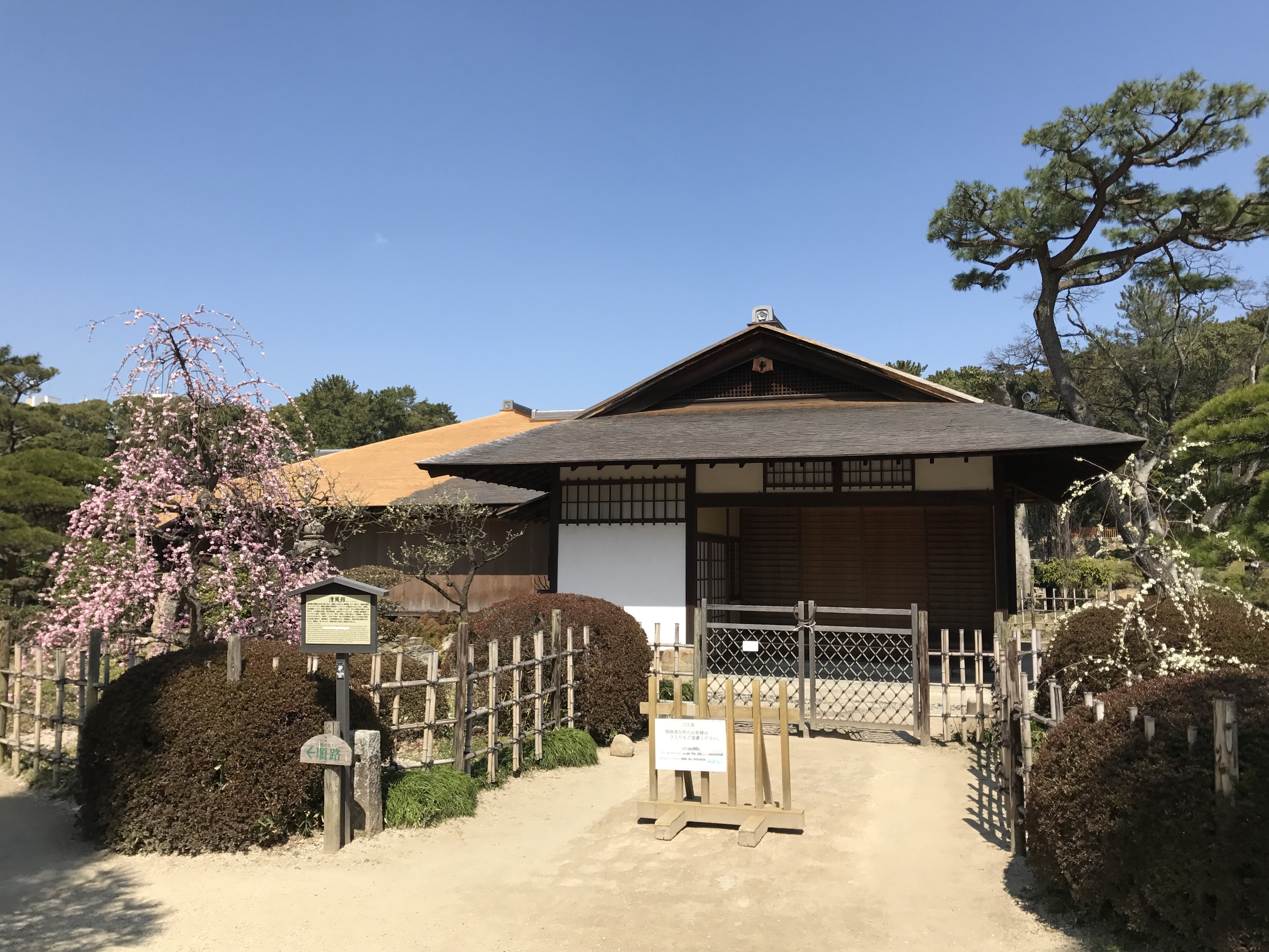
清風館
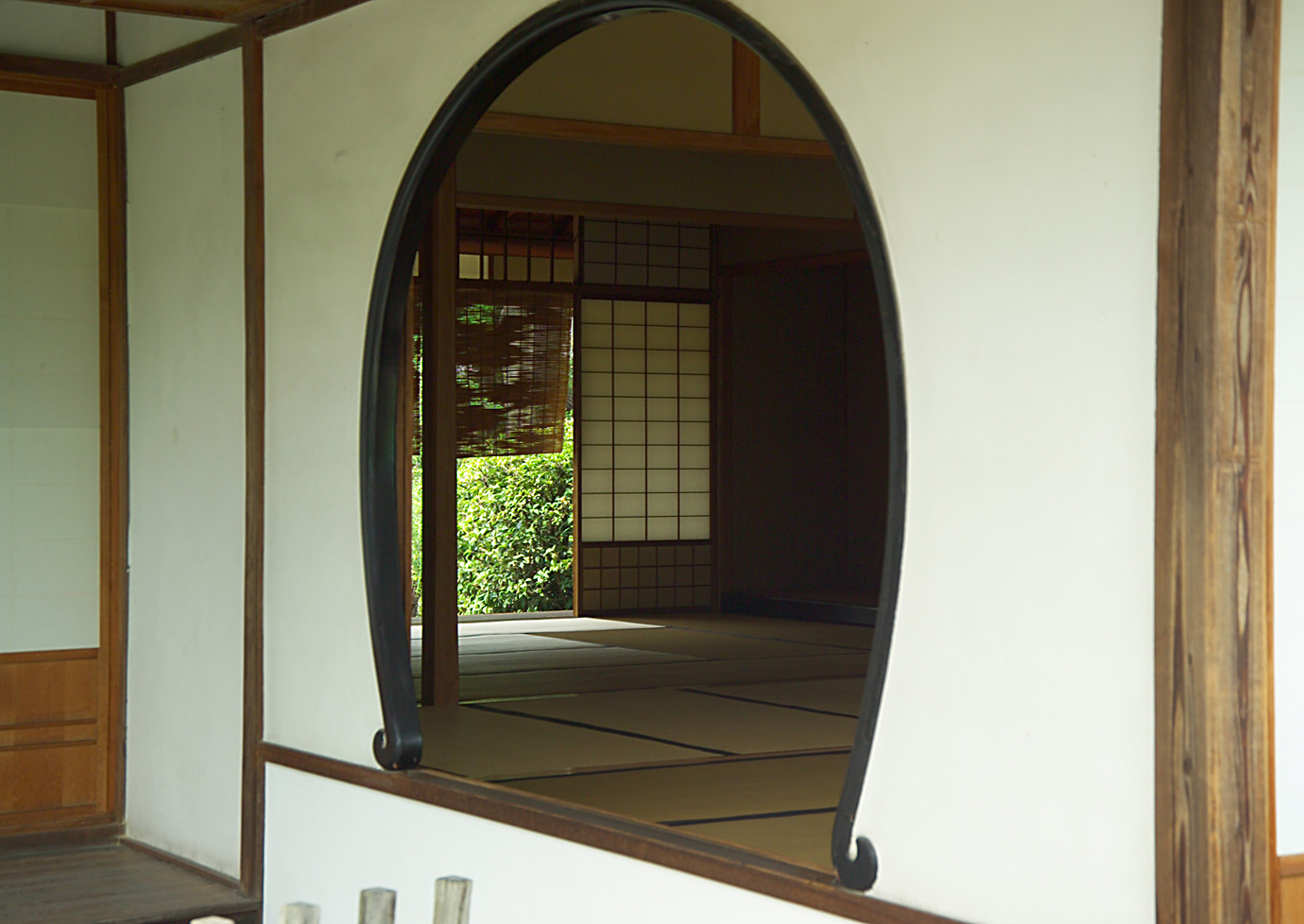
清風館の花頭窓
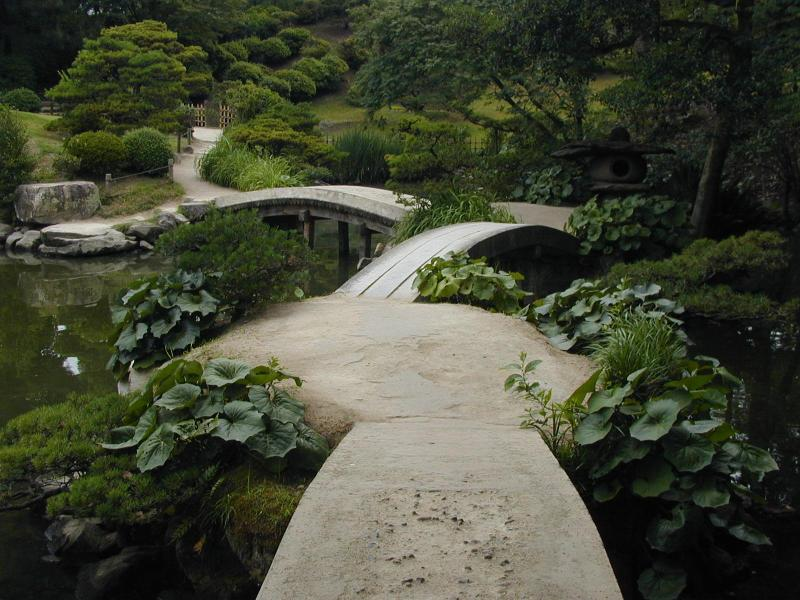
手前から映波橋、昇仙橋、望春橋。左向こうに悠々亭がある。
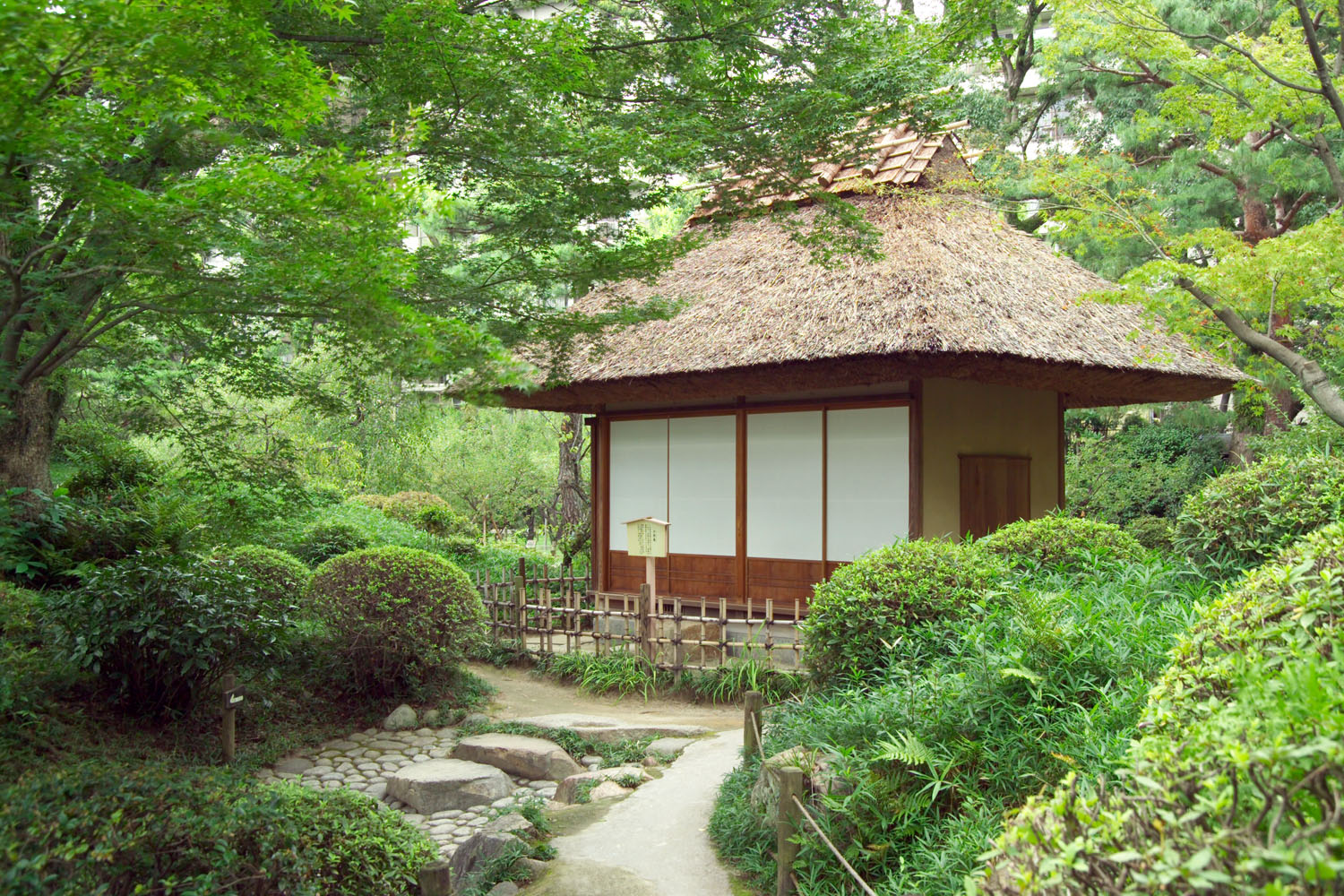
夕照庵
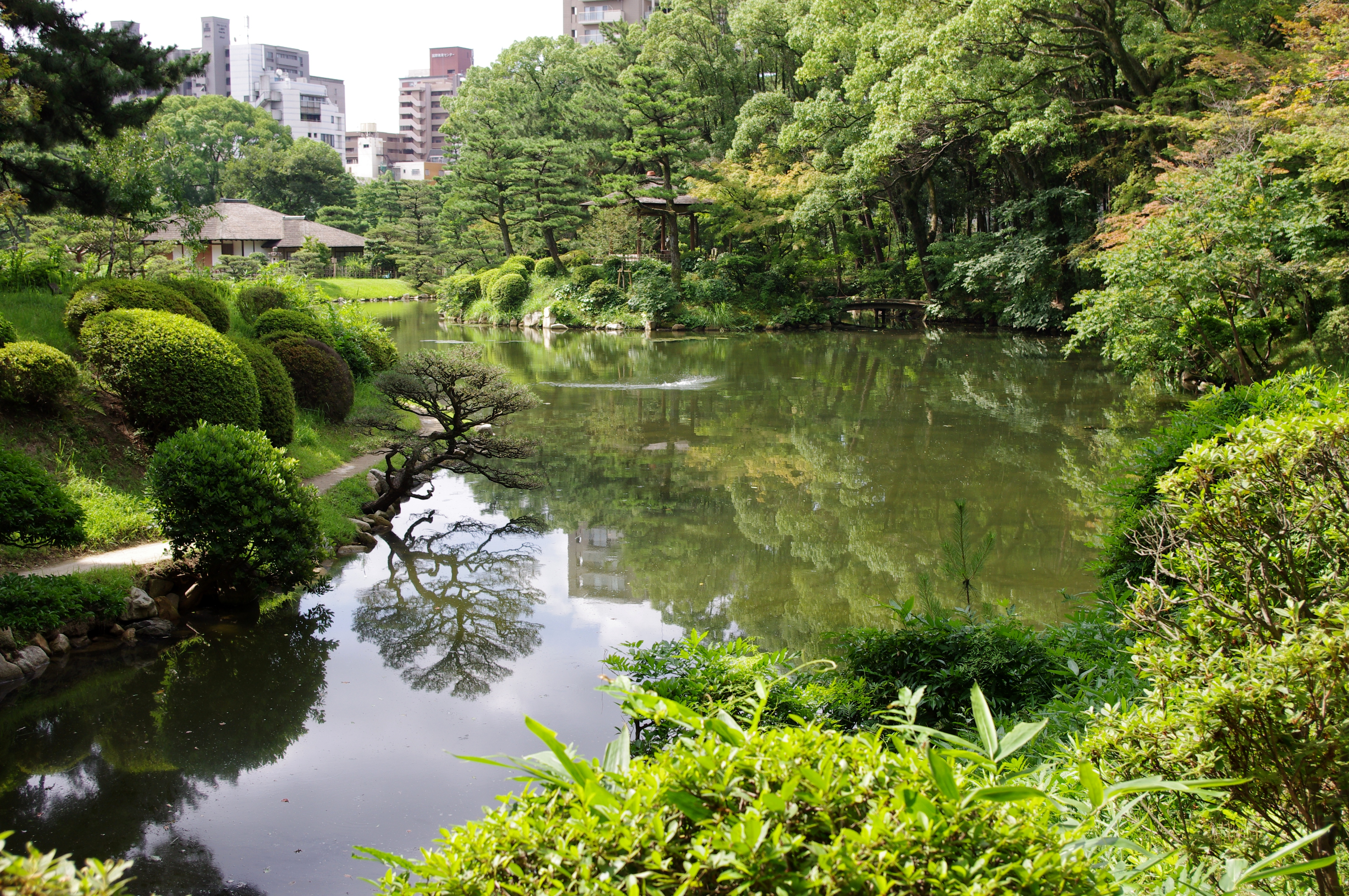
池の北西端から超然居方向を撮影。左に清風館が見える。
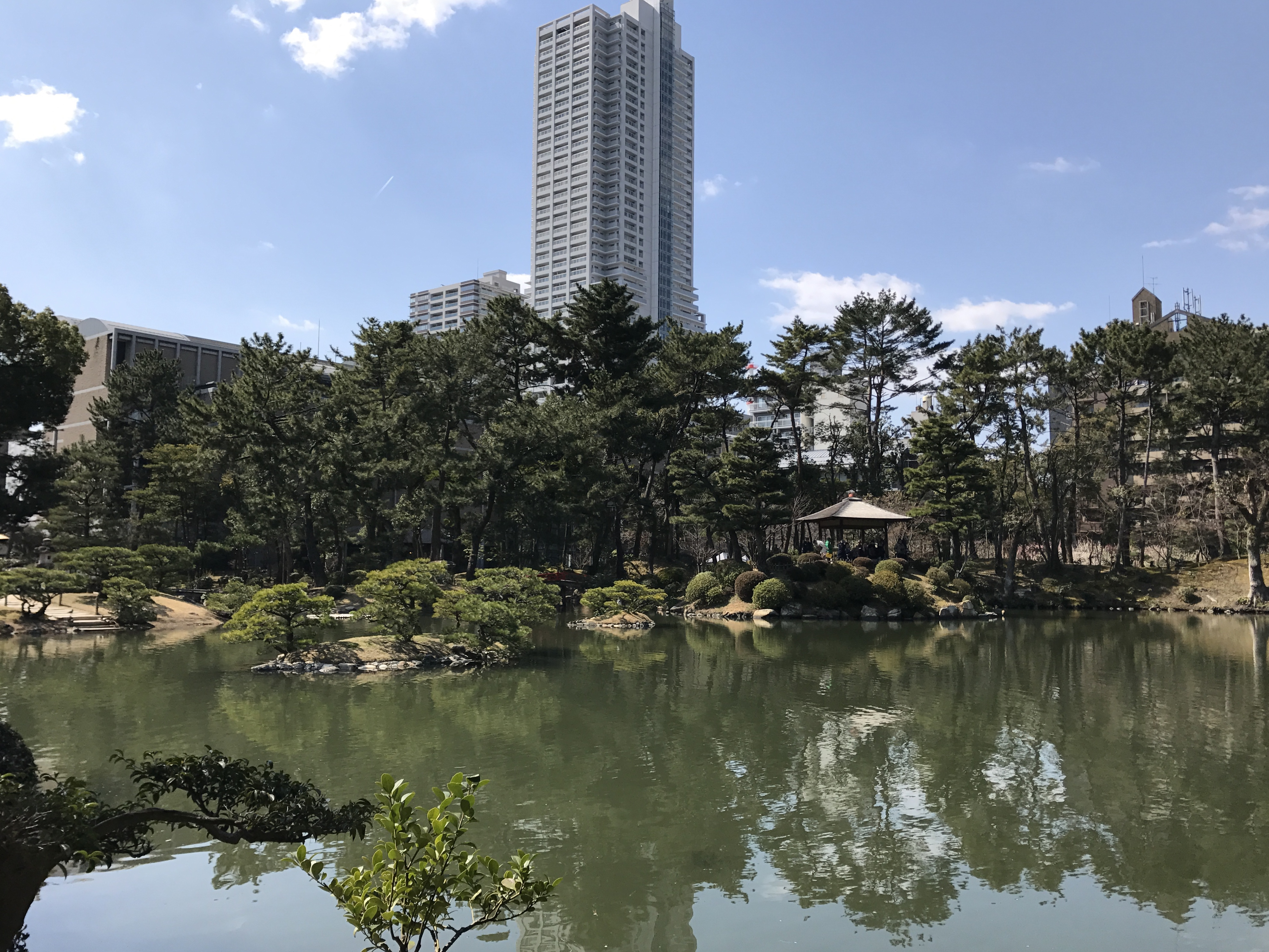
濯纓池と超然居（中央やや右側）
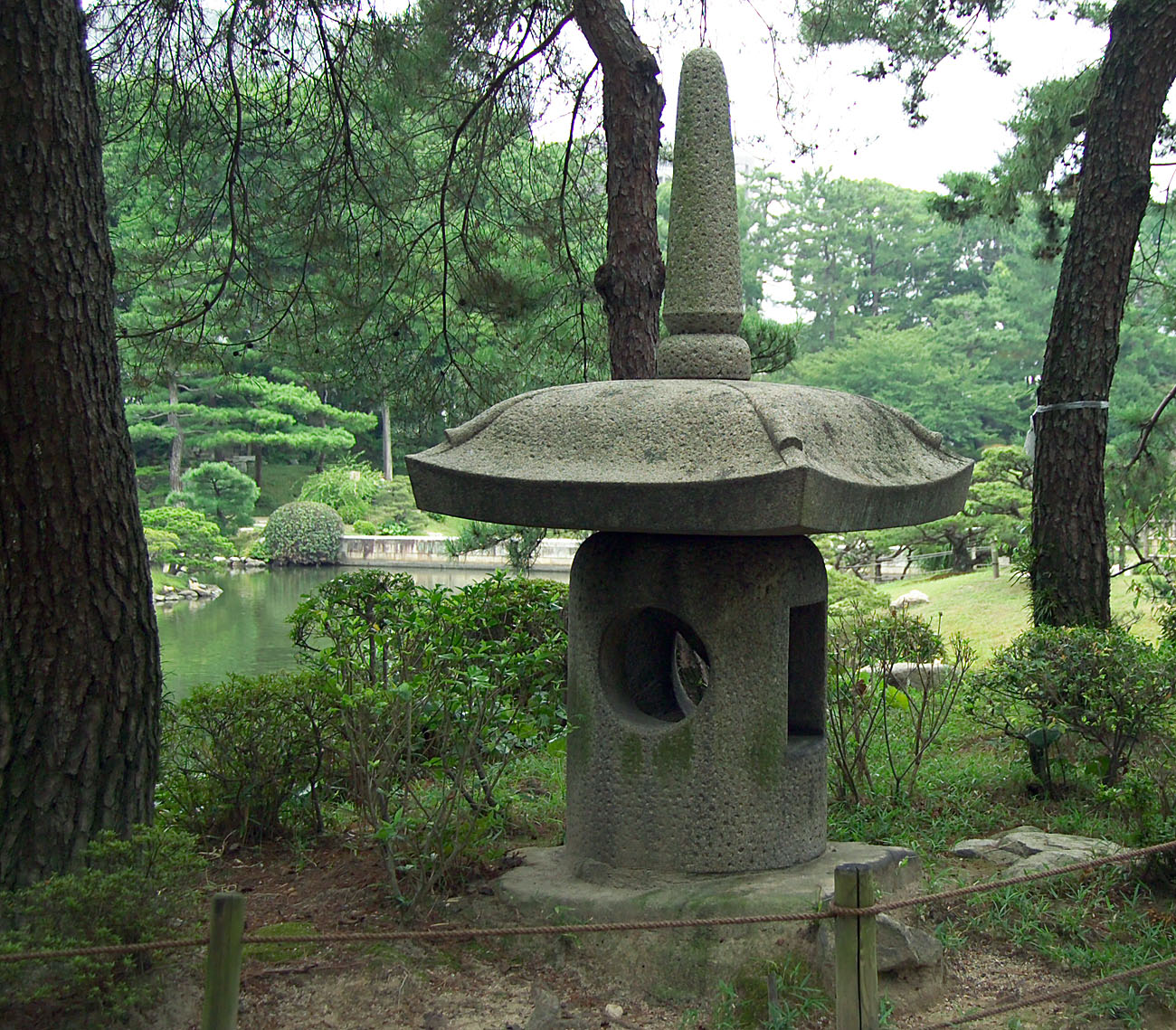
楊貴妃型石燈籠。清風館からみて西側にある。
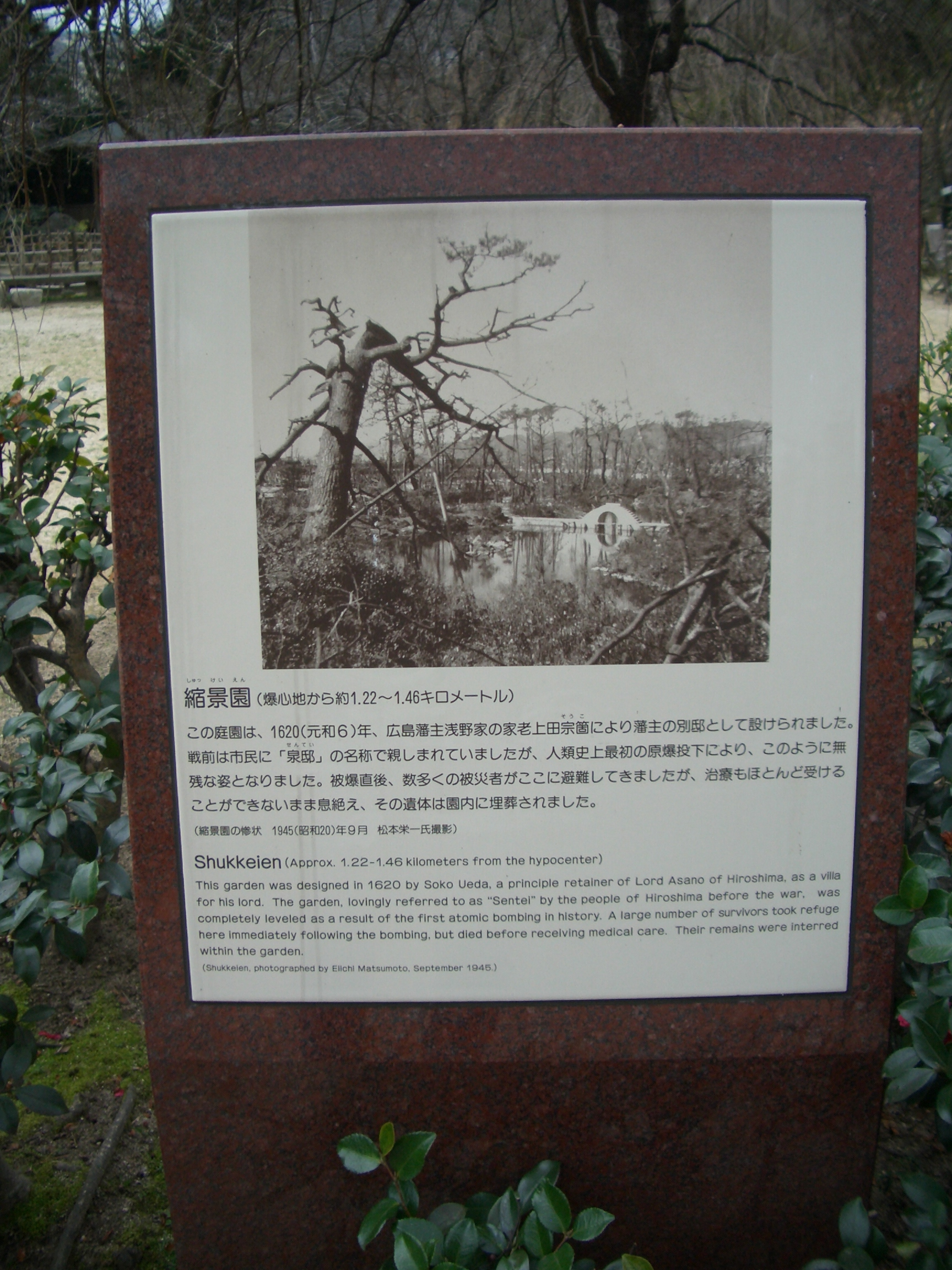
原爆被災説明板
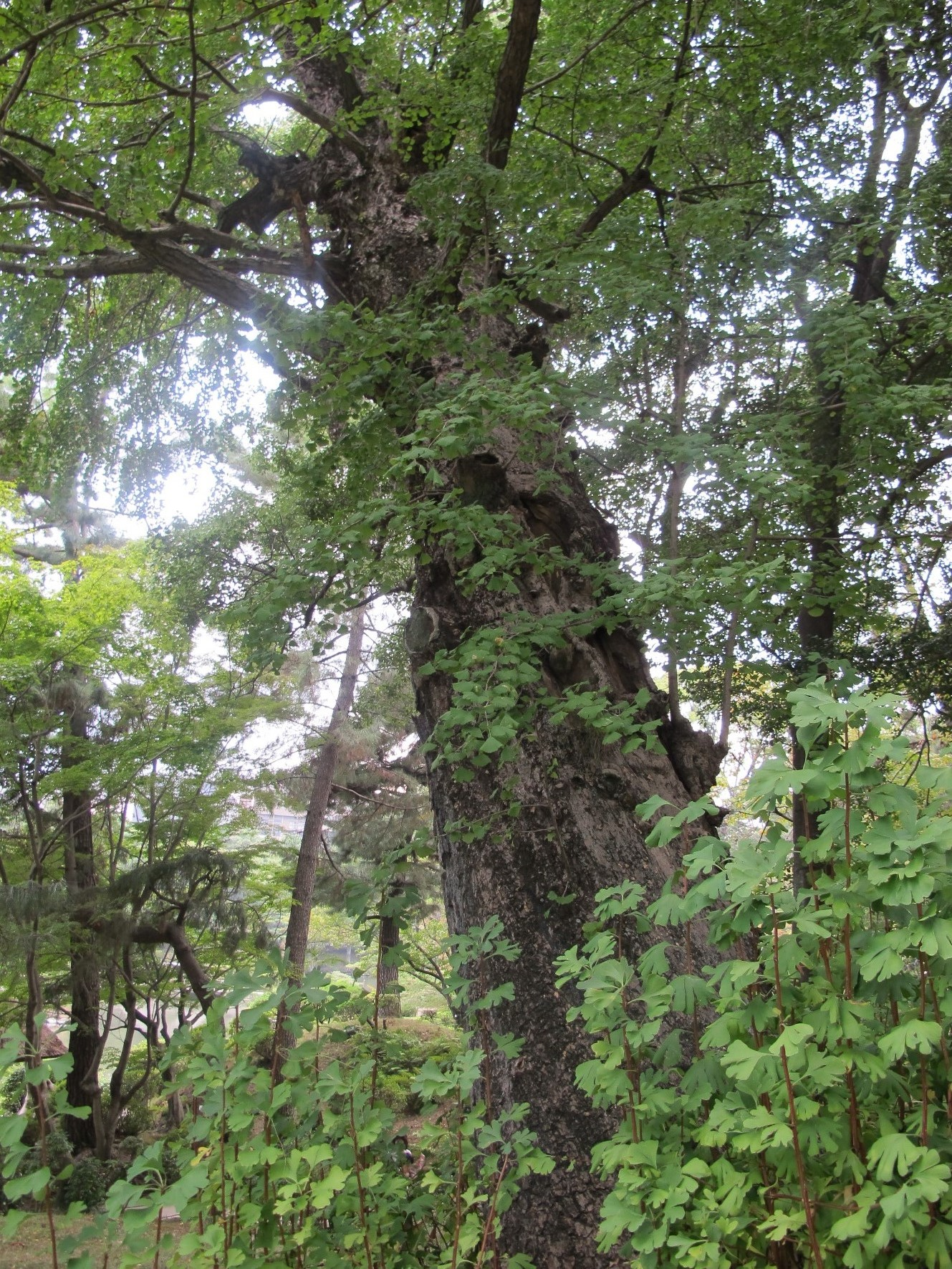
被爆樹木大銀杏

### 備考
- 上記の通り街中にあることから園内の木々の隙間からビルが見える。
- 昔、濯纓池から南に向かって小川が流れ出ており、その一つが「流川」と呼ばれていた[8]。現在は川自体は存在していないが地名として残っている。
- 文化4年（1807年）、牛田の清水谷から竹管を用いて園内への飲料水用の導水装置が作られた[4]。これは広島城下における歴史上最初の水道とも言われている。
- 現在の広島県立美術館および広島市立幟町中学校の敷地の一部は元々は縮景園敷地であった。
  - 現在の美術館敷地は本来は泉邸の西半部であったが、1913年（大正2年）10月浅野家所蔵の古美術品を一般公開する国内初の私立美術館「観古館」がこの地に建てられた。しかしこれが被爆により焼失したため、その跡地には1960年に広島県立図書館、1968年に県立美術館が建てられた。その後1988年に図書館が千田町に移転したため、美術館は1996年の新館竣工によって旧図書館敷地まで施設拡幅している[4][10][24]。
  - 戦後に新設された幟町中学校は、1948年（昭和23年）から旧縮景園敷地の東部を一部含めた現在地で校舎を建設している[11][25]。

## 歴史

### 前史
安土桃山時代、毛利輝元により広島城が築城され開かれた城下町は、関ヶ原の戦い以降入封した福島正則により更に整備されていく。
そもそも現在の広島市中心部は毛利氏による築城以前においては、太田川下流域の広島三角州内にあった何もない中州の一つであった。広島城を中心とした現在の基町とその北の白島は当時は独立した中州であり、その2つを分断していた川は毛利氏による築城以降は"城北川"と呼ばれるようになる。そして、福島氏により城北川の両端は堰き止められ広島城の北側外堀として整備された。つまり、現在のこの地はその城北川と京橋川合流部の下流南側に位置していた。
江戸時代に描かれた毛利氏時代の町割絵図『芸州広嶋城町割之図』には、この地は寺社地として描かれている。つまり寺の跡に造園されたことになるが、寺の来歴などの詳細は不明。
江戸時代に入り正則が転封すると、元和5年（1619年）この地は浅野長晟が治め以降浅野氏による藩制が続く。

### 浅野氏の別邸として
長晟は入封翌年である元和6年（1620年）、家老で茶人でもあった上田宗箇に別邸建設を命じ造られたのがこの泉水屋敷である。つまり、1620年は竣工年ではなく着工年である。
当時は小さな庭園であったが（右地図参照）、歴代浅野氏藩主の寵愛を受け、次第に拡大していく。
天明改修
宝暦8年（1758年）宝暦の大火（あるいは広島大火災）で城下は灰燼に帰した。以降7代藩主浅野重晟により城下の再構築が行われ、その一環として天明3年（1783年）重晟は京都から庭師清水七郎右衛門を呼び寄せ新作に近い大改修を行った。天明8年（1783年）完成。文化元年（1804年）、重晟は頼春水・梅園太嶺・岡岷山らに命じ園内の名勝・建物34景に中国風の号を付けさせ、更に文化3年（1806年）春水に『縮景園記』加藤定斎に『縮景園之和歌』作成を命じた。
文政改修
8代藩主浅野斉賢時代、父である重晟時代からの藩財政改善策を引き継いで推し進めたことが実り、歴代藩主の中でも最も藩財政が安定していた時期であった。それを背景に斉賢は積極的な文化・教育政策を進め、その一環として文政13年（1830年）大改修が行われた。
この2回の大改修の間にも、寛政12年(1800年)、文化元年(1804年)、文化5年(1808年)と改修が行われている。また9代藩主浅野斉粛以降、天保の大飢饉や大きな行事・事業が重なって広島藩の財政は逼迫するようになる。
明治以降、最後の藩主であり大名華族となった浅野長勲の別邸として利用され、「泉邸」と呼ばれるようになった。
明治後期の日清戦争時、広島大本営が設置された際には「大本営副営」（明治天皇の宿泊所）となった。ただ記録によると、明治天皇は大本営にずっと篭もって指揮をとっており、泉邸に行幸したのは1894年（明治27年）11月6日の一度きりであった。この時に天覧試合 が行われ浅野一摩や高橋赳太郎らが出場している。
また同年11月22日には皇太子嘉仁親王（後の大正天皇）が、翌1895年（明治28年）3月31日には昭憲皇太后がこの地へ行啓している。その他、この時期に広島で開催された第7回帝国議会の閉会日である1894年10月22日には、議会出席した貴族院・衆議院両院議員と両院高官全員に、明治天皇からこの地で酒が振る舞われている（天皇は出席せず）。

### 県の庭園として
1913年（大正2年）からは一般にも開放され観覧できるようになり、1940年（昭和15年）には浅野家から広島県に寄付され、同年7月12日国の名勝に指定された。
太平洋戦争中、ここには日系女子学生による1班約15人からなる、大日本帝国陸軍第2総軍短波傍受班「特情班」が置かれていた。

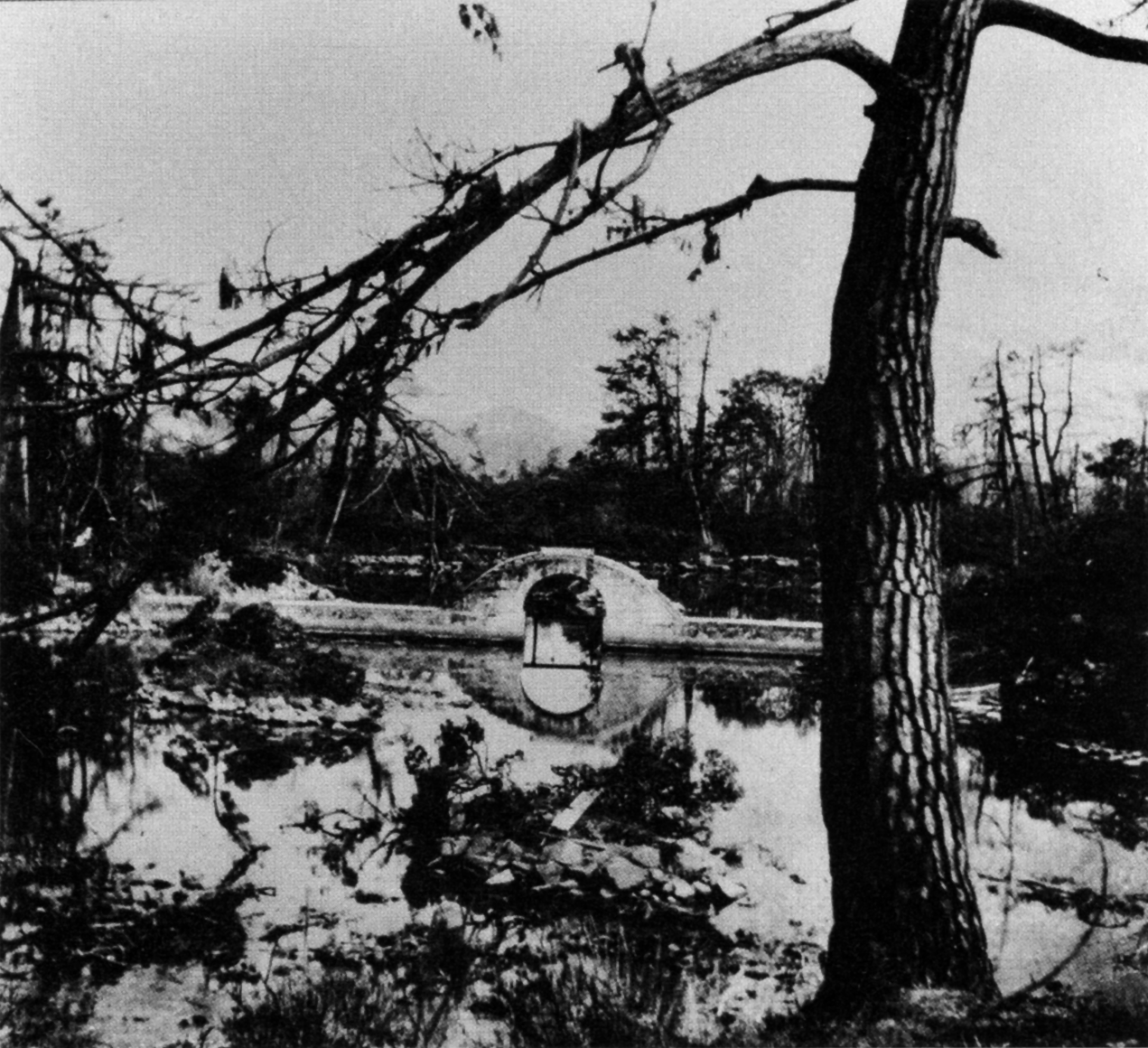
1945年11月頃の縮景園 (松重美人撮影)

1945年（昭和20年）8月6日広島市への原子爆弾投下、爆心地から約1.35kmに位置したこの園は壊滅的な打撃を受けた。縮景園は空襲時の市民の避難先に指定されていたため、被爆直後の園内は多くの被災者であふれた。当時の惨状は、家族とともに避難していた原民喜の小説『夏の花』や、幟町天主公教会から一時避難していたフーゴ・ラッサール以下イエズス会神父が書いた回顧録などに描かれている。
1949年（昭和24年）広島平和記念都市建設法施行により復旧開始し、1951年（昭和26年）復旧途中ではあったが「縮景園」と改称され再開園した。本格的な復旧工事は1962年（昭和37年）から始まり、1970年代にほぼすべて完了している。
なお被爆当時この園内で命を落とした被爆者の遺体の大部分は火葬されたものの、いくつかは火葬されず園内の丘に埋葬された。被爆直後に縮景園を訪れた朝日新聞の松本栄一カメラマンは、被爆して枯れた木の根元に遺体が埋葬された旨を記した立札を撮影しており、この写真にもとづいて発掘調査が実施され1987年（昭和62年）64柱の遺骨が発見された。その場所には現在慰霊碑が建立されている。

## 交通
- ひろしま めいぷる〜ぷ（レモンルート・グリーンルート・オレンジルート） 県立美術館前（縮景園前）バス停[34]
- 広島電鉄白島線 縮景園前電停から徒歩2分[3]
- 広島バス 縮景園入口 バス停
- 広島駅から徒歩10分[3]

## 参考資料
- 『縮景園史』　広島県教育委員会、1983年
- 『広島県の地名』（日本歴史地名大系 第35巻） 平凡社、1982年
- 小学館ウィークリーブック『日本庭園をゆく12：山陽・山陰の名園 岡山後楽園・縮景園・常栄寺』2005年12月27日号
- 広島県環境県民局 (2012年4月). “名勝縮景園保存管理計画書” (PDF). 2014年4月12日閲覧。
- 縮景園 - 国指定文化財等データベース（文化庁）
- ひろしま戦前の風景 - 中国放送(RCC)。戦前の映像がある。
- クロマツ・イチョウなど　(縮景園（しゅっけいえん）内) - NHK広島
- 広島市『広島原爆戦災誌』（PDF）（改良版）、2005年（原著1971年）。2014年4月12日閲覧。